# Bjerre Lavesen
Bjerre Lavesen, född 14 juni 1921 i Borsholm, Hornbæk, Danmark, död 19 juli 1993, var en dansk civilingenjör och ämbetsman. 
Lavesen blev civilingenjör 1943 (dansk cand.polyt.-examen). Han var ledamot av flera danska forskningskommittéer och Danmarks representant vid internationella forskningssamarbeten. Han utsågs 1954 till akademisekreterare i Akademiet for de Tekniske Videnskaber och blev 1964 ledamot av både denna akademi samt invaldes som utländsk ledamot av Kungliga Ingenjörsvetenskapsakademien i Stockholm.